# 에베 메히아
리스벨 엘리사 에베 메히아(Lisvel Elisa Eve Mejía, 1991년 9월 10일 도미니카 공화국 산토도밍고 ~ )는 도미니카 공화국의 배구 선수이다. 스파이크 높이는 290cm, 블로킹 높이는 287cm이다.

## 약력
에베 메히아는 13세에 자국 리그에 데뷔하였고, 15살이던 2007년 성인 대표팀에 발탁되었다. 2008년 도미니카 리그에서는 득점 및 블로킹상을 동시에 석권하기도 했다. 그 후에 푸에르토리코 리그에 진출하여 올스타에 선정되기도 했고 2009년에 열린 북중미 선수권대회에서 도미니카의 우승에 기여하였다.
그녀는 기본기가 탄탄하기 때문에 레프트, 라이트, 센터 등의 모든 포지션 소화가 가능하다. 마침 GS칼텍스는 같은 도미니카 공화국 출신의 데라크루즈가 재계약을 할 수 없게 되면서 외국인 선수를 찾던 중 이성희 감독이 발전 가능성이 높은 그녀를 눈여겨 보고 계약하게 된 것이었다.
그러나 시즌이 개막된 후 그녀는 이렇다 할 성적을 보이지 못하고 외국인 선수로서의 역할을 수행하지 못하여 서울 GS칼텍스 KIXX가 최하위로 내려앉는 빌미를 제공한 데다, 아버지의 교통 사고로 고국으로 급히 귀국하면서 소속팀을 떠나게 되었다.

## 참조 문서
1. ↑  GS칼텍스, 외국인 용병 도미니카 출신 이브 영입[깨진 링크(과거 내용 찾기)] 《정경뉴스》 2009년 10월 20일 13:39, 2009년 10월 25일 0:58 확인